# Villa Gerstmayr

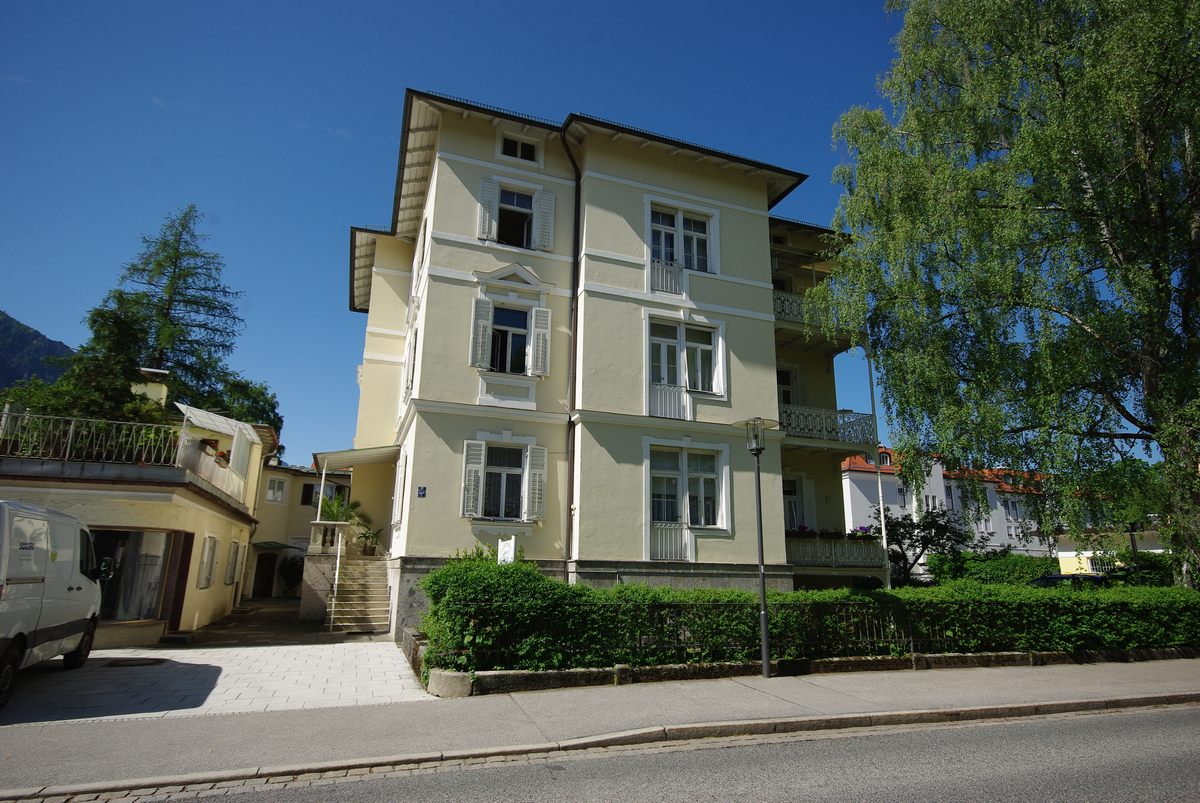
Villa Gerstmayr in Bad Reichenhall, nordöstliche Fassade

Die Villa Gerstmayr ist eine Villa in der oberbayerischen Kurstadt Bad Reichenhall.
Die Villa steht unter Denkmalschutz und ist unter der Nummer D-1-72-114-261 in die Bayerische Denkmalliste eingetragen.

## Lage
Die Villa Gerstmayr befindet sich in Bad Reichenhall an der Ecke Gabelsberger- und Liebigstraße, das Gebäude hat die Adresse Liebigstraße 3.

## Geschichte
Die Villa Gerstmayr entstand um die Jahrhundertwende, zur Blütezeit des Kurbetriebs in Bad Reichenhall. In dieser Zeit entstanden im Stadtgebiet – und auch den umliegenden, noch eigenständigen Gemeinden Kirchberg und St. Zeno – neben Kurbetrieben, Hotels und Pensionen viele Villen. Die Villa Gerstmayr wurde in der Vergangenheit überwiegend als Wohnhaus genutzt.
Im Dezember 2023 setzte sich der Bauausschuss von Bad Reichenhall mit dem Antrag des Eigentümers auf Sanierung und Umbau der Villa Gerstmayr auseinander. Der erste Stock soll statt als Wohnraum als Arztpraxis genutzt werden. Um einen barrierefreien Zugang zu gewährleisten, soll außen an der Fassade ein Aufzug aus Glas angebaut werden. Sowohl das Bayerische Landesamt für Denkmalpflege als auch der Stadtheimatpfleger Johannes Lang sehen den Aufzug unter anderem wegen des „schwerwiegenden Eingriffs in das überlieferte Erscheinungsbild“ als Problem. Die Verwaltung erklärte, der Denkmalschutz stehe nicht im Verhältnis zu den Interessen des Antragstellers. Bauamtsleiter Thomas Knaus – in seiner Funktion auch Leiter der Unteren Denkmalbehörde – gab zu bedenken, dass mit einer Zustimmung gegebenenfalls „ein Präzedenzfall für das Stadtgebiet geschaffen wird“. Zudem entspreche die gläserne Gestaltung des Aufzugs den Gestaltungszielen der örtlichen Bauvorschrift. Mitglieder des Bauausschusses sehen hingegen keinen Präzedenzfall, da „Gebäude [...] immer einzeln beurteilt werden“ müssten. Zudem stünde ein Aufzug innen im Gebäude in keinem Verhältnis beim Eingriff in den Denkmalschutz. Am Ende folgte der Bauausschuss einstimmig dem Vorschlag der Verwaltung, dem Vorhaben zuzustimmen.

## Baubeschreibung

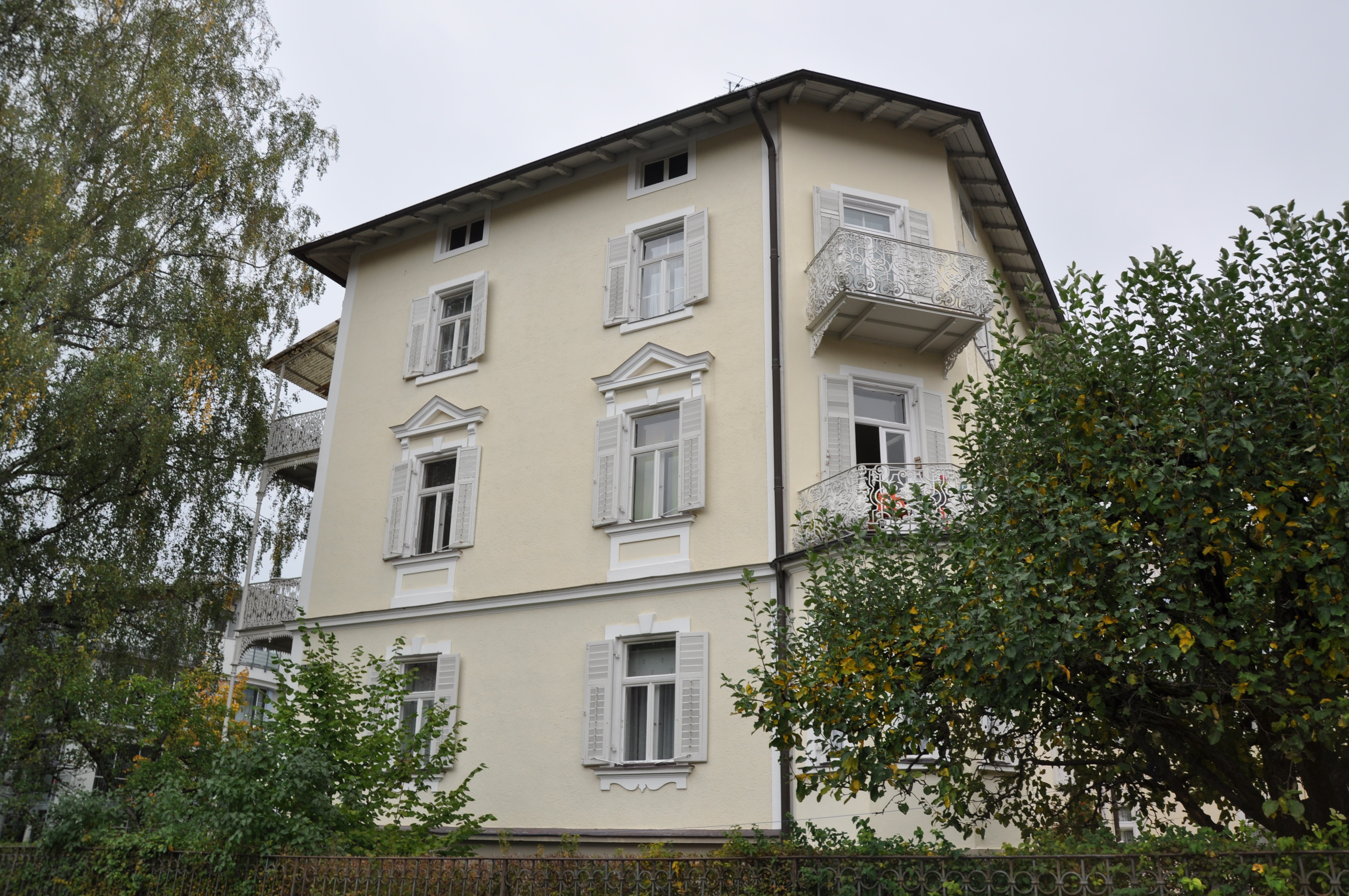
Villa Gerstmayr, Westseite

Die Villa Gerstmayr ist ein dreigeschossiger Eckbau mit Mezzanin und Walmdach. Das Gebäude hat an der nordöstlichen Seite einen Risalit und gusseiserne Balkone an der Westseite. Die Villa wurde um 1900 nach Plänen des Baumeisters Hackbichler errichtet.